# Акация боронообразная
Ака́ция боронообразная (лат. Acacia acanthoclada) — вид деревьев из рода Акация (Acacia) семейства Бобовые (Fabaceae). Местное название — Harrow Wattle.

## Описание
Кустарник достигает 2 м в высоту, черешок (филлодия) листа длиной 0,2—0,6 см и шириной 1—2 мм. Цветёт с августа по октябрь, плоды — закрученные с коричневыми семенами длиной 3—6 см и шириной 3—6 мм.
Естественный ареал: Западная Австралия, Южная Австралия и Виктория.